# غول آهنی
غول آهنی (انگلیسی: The Iron Giant) انیمیشن علمی تخیلی است که در سال ۱۹۹۹ به کارگردانی برد برد توسط برادران وارنر انیمیشن تولید شد.
داستان این انیمیشن در دهه ۱۹۵۰ در شهری کوچک به نام راکویل در ایالت مینه‌سوتا آغاز می‌شود. هوگو، یک پسر نوجوانی که در محیط طبیعی و دور از شهر زندگی می‌کند، با ورود یک بیگانه به نام غول آهنی که از فضا به زمین آمده است، روبرو می‌شود. اولین تصورهای هوگو از این موجود، به عنوان یک ماشین کشاورزی است، اما به تدریج هویت و هوش مصنوعی این موجود آشکار می‌شود. دوستی بین هوگو و غول آهنی بزرگ‌تر می‌شود و آنها با هم ماجراجویی‌هایی را تجربه می‌کنند.
یکی از مضامین اصلی این انیمیشن، مفاهیمی دربارهٔ هویت و تفاوت‌ها بین انسان‌ها و موجودات مصنوعی است. غول آهنی به عنوان یک نمایندهٔ هوش مصنوعی به تصویر کشیده می‌شود که با داشتن توانایی‌ها و احساسات خود، سوالاتی دربارهٔ مفهوم بشریت و انسانیت مطرح می‌کند. از دیگر مضامین مهم این انیمیشن، پذیرش و تغییر نگرش انسان‌ها نسبت به موجودات ناشناخته و افراد متفاوت در جامعه است.

## صداپیشگان

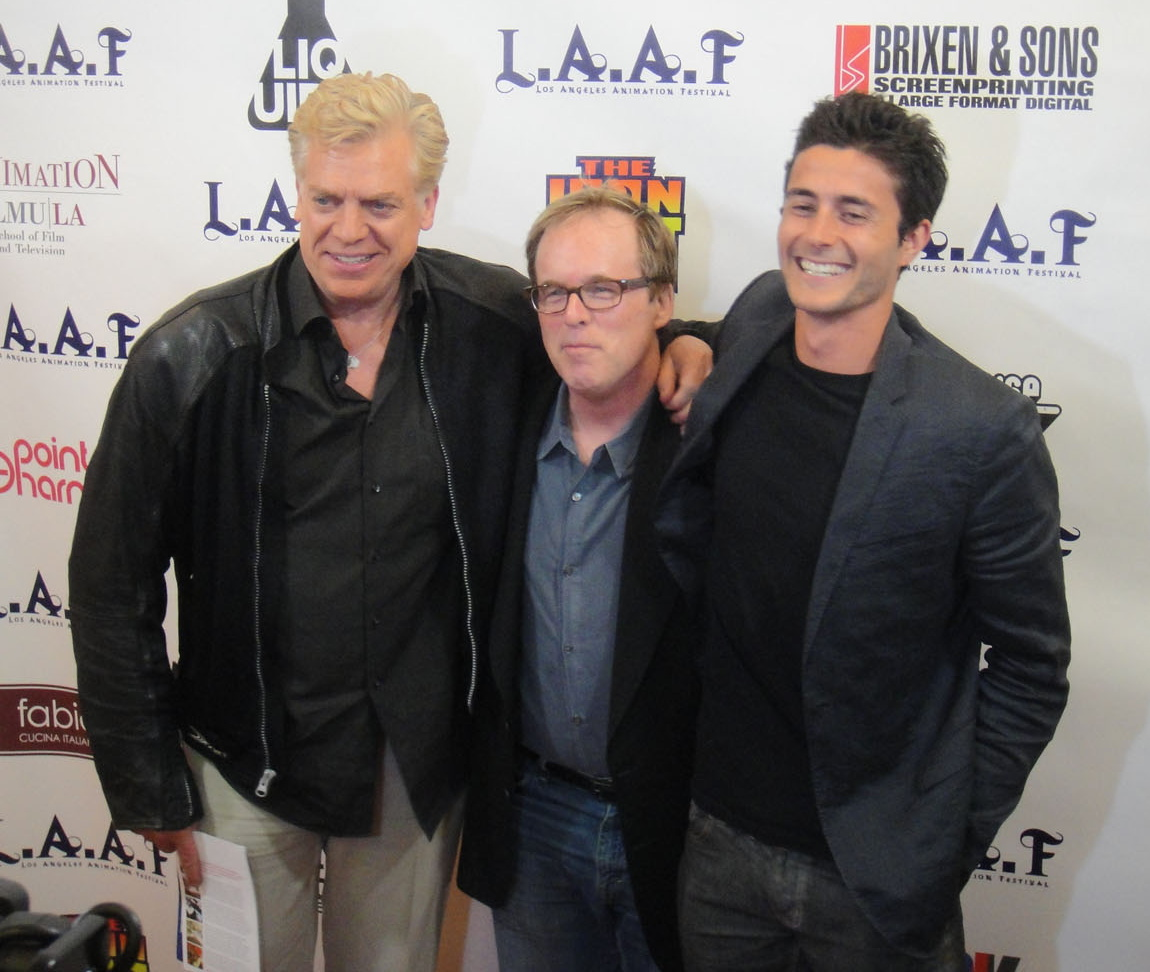
کریستوفر مک‌دونالد، برد برد و الی مارینتهال در مارس ۲۰۱۲ هنگام نمایش غول آهنی در جشنواره پویانمایی ال‌ای

- الی مارینتهال در نقش هوگارت هیوز، پسر ۹ سالهٔ پر انرژی با تخیل و کنجکاو
- جنیفر آنیستون در نقش آنی هیوز، بیوهٔ یک خلبان نظامی و مادر بیوهٔ هوگارت
- هری کانیک جونیور در نقش دین مکوپن، هنرمند طرفدار جنبش بیت و مالک یک اسقاط‌گاه[۱۰]

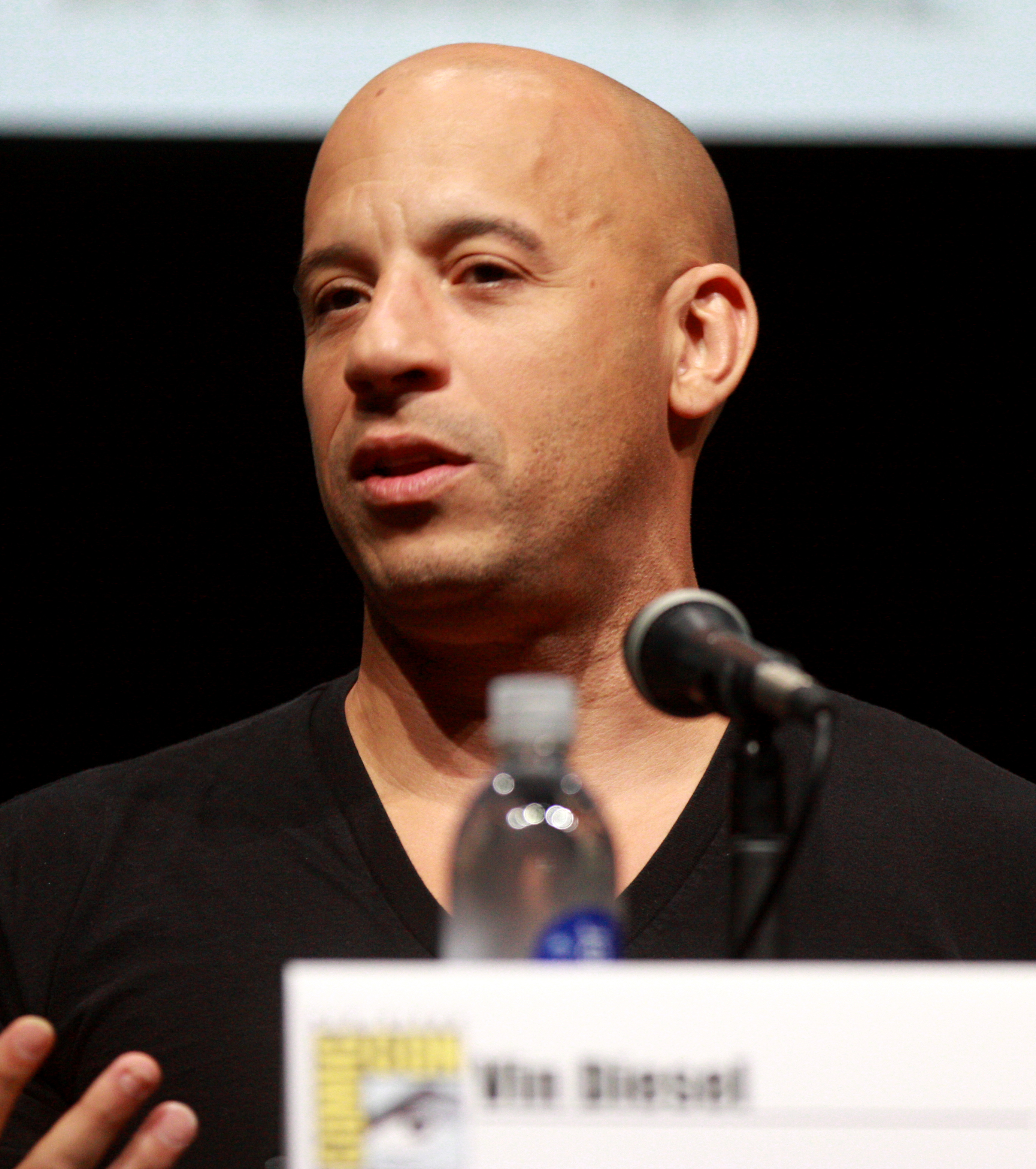
وین دیزل صداپیشهٔ نقش غول آهنی

- وین دیزل در نقش غول آهنی، یک ربات پنجاه پایی که از فلزات تغذیه می‌کند[۱۱]
- کریستوفر مک‌دونالد در نقش کنت مانزلی، مأمور دولتی که به منظور بررسی گزارش رؤیت غول آهن فرستاده‌شده
- ام امت والش در نقش ارل استاتز، ملوان و اولین کسی که غول آهنی را دید
- جانی ماهونی در نقش ژنرال شانون روگِرد، فرمانده نظامی از واشینگتن، دی.سی. و به‌شدت بیزار از مأمور مانزلی[۱۱]
- جیمز گامون در نقش مارو لوچ
- اولی جانستون و فرانک توماس در نقش مهندسان قطار